# Oudgastenpartij
De Oudgastenpartij was een conservatieve beweging in Nederlands-Indië op het eind van de 18e en in het begin van de 19e eeuw.
In de loop van de 18e eeuw werd het bestuur van de VOC steeds meer gekenmerkt door corruptie en nepotisme: Uit de familie Alting-Siberg werden vrijwel alle leden van de Raad van Indië gerekruteerd. Terwijl de Franse tijd in Nederland een meer democratische vorm van bestuur met zich meebracht, gebeurde er in Nederlands-Indië juist het omgekeerde. Alle bestuurlijke functies werden vergeven binnen een kleine kring van verwanten, of verkocht aan de hoogstbiedende.
In 1805 hadden de knoeierijen van Gouverneur-Generaal Joannes Siberg zo'n omvang aangenomen dat hij vanuit Nederland uit zijn functie werd ontheven.
Zijn opvolgers, en dan vooral Herman Daendels en Thomas Stamford Raffles probeerden door bestuurlijke en economische hervormingen de kolonie te reorganiseren.
Dit betekende dat die kringen van bestuurders, handelaren en grootgrondbezitters, die tot dan toe de dienst hadden uitgemaakt, hun invloed verloren en er ook financieel op achteruitgingen. Op alle mogelijke manieren probeerden deze "Oudgasten" (dat wil zeggen oudgedienden die al langere tijd in Indië verbleven, dit in tegenstelling tot de "Baren", de nieuwkomers, die maar net kwamen kijken.) de hervormingen tegen te werken. "Men wil niet dat de wet regeert; schrik voor de wet is de meest kenmerkende eigenschap der Oudgastenpartij" (Van Limburg-Brouwer in De Gids, 1861).
Joannes Siberg, die ook na zijn ontslag in Batavia was blijven wonen, was de leider van deze Oudgastenpartij.